# Nissim Aloni
Pour les articles homonymes, voir Aloni.
Nissim Aloni (en hébreu : נסים אלוני) est un dramaturge, écrivain et traducteur israélien né le 24 août 1926 à Tel-Aviv et mort le 13 juin 1998 à Tel-Aviv-Jaffa.

## Biographie
Aloni combat pendant la guerre israélo-arabe de 1948-1949.
Il écrit des nouvelles et récits dans plusieurs périodiques dont Bamachane avant de se lancer dans le théâtre avec sa pièce Le plus cruel de tous est le roi produite en 1953 à Habima. Il devient l'un des principaux dramaturges israéliens de son époque. Aloni a aussi publié des nouvelles dont le recueil Le Hibou paru en 1975. Aloni est aussi connu pour ses sketches pour la radio et le music-hall.
Aloni reçoit de nombreux prix dont le prix Bialik pour la littérature en 1983 et le prix Israël en 1996.
Aloni se marie en 1962 avec l'actrice Elana Eden. Le couple divorce en 1965.